# Ladislau de Souza Mello Netto

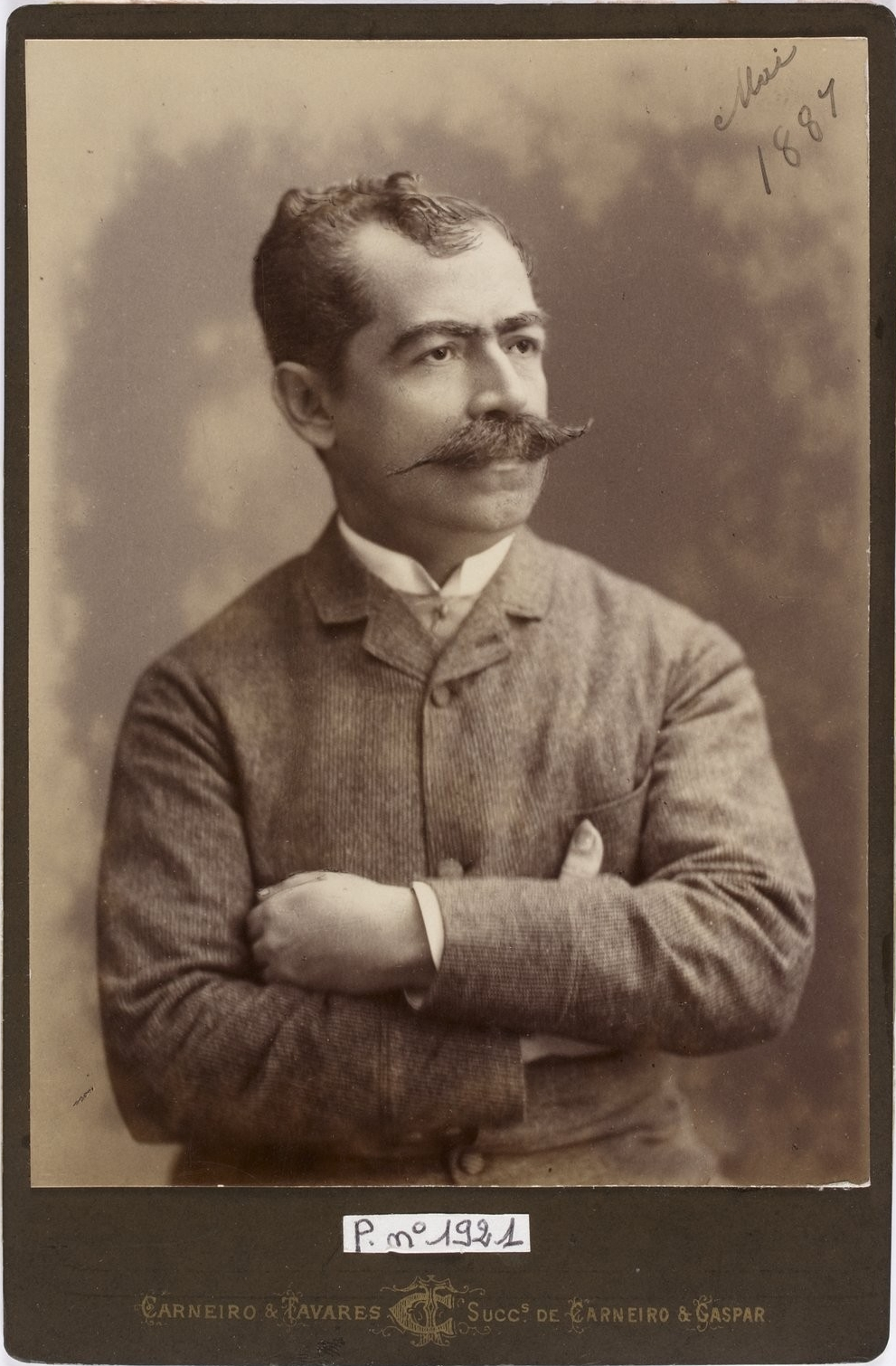
Ladislau de Souza Mello Netto (1887)

Ladislau de Souza Mello Netto (* 27. Juni 1838 in Maceió; † 18. März 1894 in Rio de Janeiro) war ein brasilianischer Botaniker und Direktor des Nationalmuseums in Rio de Janeiro.

## Leben
In seiner Kindheit zeigte sich, dass Netto, Sohn des portugiesischen Kaufmanns Francisco Netto, gerne zeichnete. 1854 kam er an den kaiserlichen Hof und 1857 wurde er in der Akademie der bildenden Künste aufgenommen, wo er seine Ausbildung jedoch nicht abschloss.
Ab 1859 arbeitete er unter Emmanuel Liais als Zeichner in einer Kommission für hydrografische Studien. Sein Kerngebiet waren die Studien und die Klassifikation botanischer Arten.
Im Anschluss erhielt er finanzielle Unterstützung, um sein botanisches Studium in Frankreich zu vertiefen. Er belegte Kurse an der Sorbonne und im Jardin des Plantes und promovierte an der Universität von Paris.
In der nachfolgenden Zeit kehrte Netto nach Brasilien zurück und arbeitete im Museu Imperial e Nacional, heute Museu Nacional da Universidade Federal do Rio de Janeiro (deutsch Nationalmuseum der Bundesuniversität von Rio de Janeiro).
1893 beendete Netto seine Karriere, im folgenden Jahr starb er in Rio de Janeiro.

## Arbeit im Nationalmuseum
Auf Einladung des Kaisers von Brasilien Dom Pedro II übernahm Netto 1866 die Leitung der botanischen Abteilung des Nationalmuseums. 1870 folgte die Position als stellvertretender Direktor. Ladislau Netto wurde 1874 zunächst zum kommissarischen Museumsdirektor des Nationalmuseums ernannt. 1876 ernannte ihn der Kaiser zum Hauptdirektor, da er anstrebte, das Museum zu einem Vorzeigeprojekt für Wissenschaft und Bildung zu machen. Dadurch wurde Ladislau Netto zu einem der einflussreichsten brasilianischen Wissenschaftler seiner Zeit. Er hatte den Auftrag zur Erweiterung und Modernisierung des Museums und zur Kontaktknüpfung zu und Einstellung von internationalen Wissenschaftlern.
1874 fiel Ladislau Netto auf eine vermeintliche phönizische Inschrift aus dem heutigen brasilianischen Bundesstaat Paraíba herein. Netto akzeptierte sie anfangs als ein Original, aber als sein Mentor Ernest Renan sie als Fälschung erklärte, steckte er zurück und beschuldigte Ausländer ihrer Herstellung.
Netto gründete 1876 eine wissenschaftliche Fachzeitschrift des Museums, die Archivos do Museu Nacional, die bis heute veröffentlicht wird. Hierfür stellte er einige ausländische Wissenschaftler als reisende Naturforscher ein, unter anderem Fritz Müller, Emílio Goeldi, Hermann von Ihering, Wilhelm Schwacke und Orville Adalbert Derby.
Bei seinem Einsatz für die Interessen des Nationalmuseums zeigten sich auch fragwürdige Handlungen, so gab er beispielsweise eine Sammlung, die er für eine Ausstellung vom Museu Paraense ausgeliehen hatte, nicht zurück.
Er beschäftigte sich auch mit Anthropologie, vor allem der biologischen Anthropologie und der Frage der Ursprünge der brasilianischen Ureinwohner. In diesem Bereich sind seine Aufzeichnungen wenig anerkennenswert: Er nutzte die Wissenschaft zur Bestätigung von rassistischen und elitären Ansichten, was für seine Zeit nicht ungewöhnlich war. Unter seiner Leitung fand 1882 eine anthropologische Ausstellung statt, die international beachtet wurde. In seine Amtszeit fielen unter anderem die Bergung und der Transport des Bendegó-Meteoriten, der ab 1888 im Nationalmuseum ausgestellt wurde.
Durch den Putsch und die Ausrufung der Republik Brasilien ging der entthronte Kaiser Dom Pedro II nach Europa ins Exil. Hierdurch verlor Netto seinen wichtigsten Unterstützer und seinen Einfluss.

## Trivia
Eine in Brasilien vorkommende Art der Strudelwürmer, Obama ladislavii, wurde nach Ladislau Netto benannt. Diese Art sieht wie ein grünes Blatt aus.